# Medalla al Mérito Aeronáutico
La Medalla al Mérito Aeronáutico es una condecoración militar de Uruguay instituida mediante el Decreto del Poder Ejecutivo N° 770/976 del 24 de noviembre de 1976, con el fin de premiar a militares o civiles, nacionales o extranjeros, por servicios destacados relacionados con la aviación nacional o por su valor y cualidades en relación con la aviación.

## Historia
Esta medalla fue creada en 1976 durante la dictadura militar a través del Decreto N° 770/996 del 24 de noviembre de 1976. Previendo en un principio premiar a civiles y militares, nacionales o extranjeros, luego mediante el Decreto N° 679/978 del 5 de diciembre de 1978 se extendió la posibilidad de obtenerla a instituciones públicas o privadas, fueran nacionales o extranjeras, y a los pabellones de guerra de las unidades de las Fuerzas Armadas uruguayas o de países aliados, por actos distinguidos en beneficio de la Aviación Nacional.
Ya dentro del período democrático tuvo una modificación sustancial que, por el Decreto N° 49/992 del 5 de febrero de 1992, se reformó las características físicas de la medalla, pasando de una medalla metálica de forma circular bañada en oro de 35 milímetros de diámetro y canto liso, en cuyo anverso se hallaba la réplica del medallón realizada por el pintor Juan Manuel Ferrari en la que aparecía el busto de José Artigas sobre un águila con las alas abiertas sosteniendo una cinta con la inscripción «Libertad, Paz, Trabajo, R.O. del Uruguay», a la medalla que tiene las características actuales. También se estableció un sistema de clases con dos grados: «Gran Oficial» y «Oficial».
En 1995 el Decreto N° 377/995 reformó nuevamente el régimen de la medalla, con el propósito de regular en forma más amplia lo referido a las categorías, características y trámites para la concesión de la medalla.  Derogó tácitamente algunos aspectos de la normativa anterior que se oponen al decreto.

## Características
Esta distinción se compone de la medalla y el diploma.

## Otorgamiento
La medalla se le concede como premio a civiles y militares, nacionales o extranjeros, que hayan prestado servicios destacados a la aviación nacional y a la Fuerza Aérea, o por sus cualidades y valor en relación con la aviación.
La entrega el Presidente de la República en acuerdo con el ministro de Defensa Nacional, a partir de la propeusta del Comandante en Jefe de la Fuerza Aérea.
La entrega de la medalla junto con su diploma se efectúa en ceremonia formal presidida por el Comandante en Jefe de la Fuerza Aérea o quien le represente, en la que se leerá la resolución que determinó conceder el honor.

## Administración
El Comando General de la Fuerza Aérea es el encargado de la reglamentación de las características de la medalla en cada una de sus categorías y las condiciones para su fabricación.
Para el análisis y juzgamiento de los méritos de los candidatos a ser distinguidos hay un Consejo de Méritos, integrado por el Comandante en Jefe de la Fuerza Aérea quien lo preside, los Brigadieres Generales en actividad que hayan sido destinados a ejercer funciones en Uruguay, y un Oficial Superior designado ad hoc como Secretario.

## Grados
Esta distinción actualmente se divide en tres categorías:
- Gran Oficial. Para oficiales generales o equivalentes y civiles que hayan destacado especialmente por sus obras o servicios en bien de la Fuerza Aérea.
- Oficial. Para oficiales generales, agregados aeronáuticos extranjeros, oficiales superiores, jefes, oficiales, personal subalterno y civiles por servicios relevantes en beneficio de la Fuerza Aérea.
- Caballero. Para personal subalterno y civiles por servicios relevantes o acciones destacadas en beneficio de la Fuerza Aérea.

## Galardonados
En su historia se ha condecorado a diversos aviadores uruguayos y extranjeros, así como a unidades militares del país. Entre los condecorados se halla el equipo de rescate que salvó a personas atrapadas durante el incendio del Palacio de la Luz de UTE en 1993.